# غاري أندرسون (دراج)
غاري أندرسون (بالإنجليزية: William Anderson)‏ هو دراج كندي. شارك في دورة الألعاب الأولمبية الصيفية وفاز بميدالية أولمبية برونزية في حدث المطاردة الجماعية للرجال في أولمبياد لندن 1908.

## الميداليات
| الميدالية | المسابقة                       |
| --------- | ------------------------------ |
| برونزية   | الألعاب الأولمبية الصيفية 1908 |

## روابط خارجية
- غاري أندرسون على موقع أرشيف الدراجات (الإنجليزية)
- غاري أندرسون على موقع إحصائيات الدراجات الإحترافية (الإنجليزية)
- غاري أندرسون على موقع اللجنة الأولمبية الدولية (الإنجليزية)
- غاري أندرسون على موقع أوليمبيديا (الإنجليزية)
- غاري أندرسون على موقع اللجنة الأولمبية الكندية (الإنجليزية)